# N-420
La N-420 es una carretera perteneciente a la Red de Carreteras del Estado (España). La vía, que une Córdoba y Tarragona por Cuenca, es una de las más largas de España con sus 808 kilómetros y sigue el trazado de una antigua calzada romana que unía Corduba con Tarraco. Es una carretera nacional española que atraviesa el país desde el centro de Andalucía hasta el sur de Cataluña, empezando en Montoro, provincia de Córdoba, y terminando en Tarragona, provincia de Tarragona. En su recorrido pasa por Andalucía, Castilla-La Mancha, Comunidad Valenciana, Aragón y Cataluña.
Existen varias reivindicaciones para el desdoblamiento de esta carretera, como la prolongación de la A-41 entre Puertollano y Córdoba, la autovía Transmanchega entre Daimiel y Campo de Criptana, la prolongación de la A-40 entre Cuenca y Teruel o la de la A-40 desde Teruel hasta Reus.

## Trazado

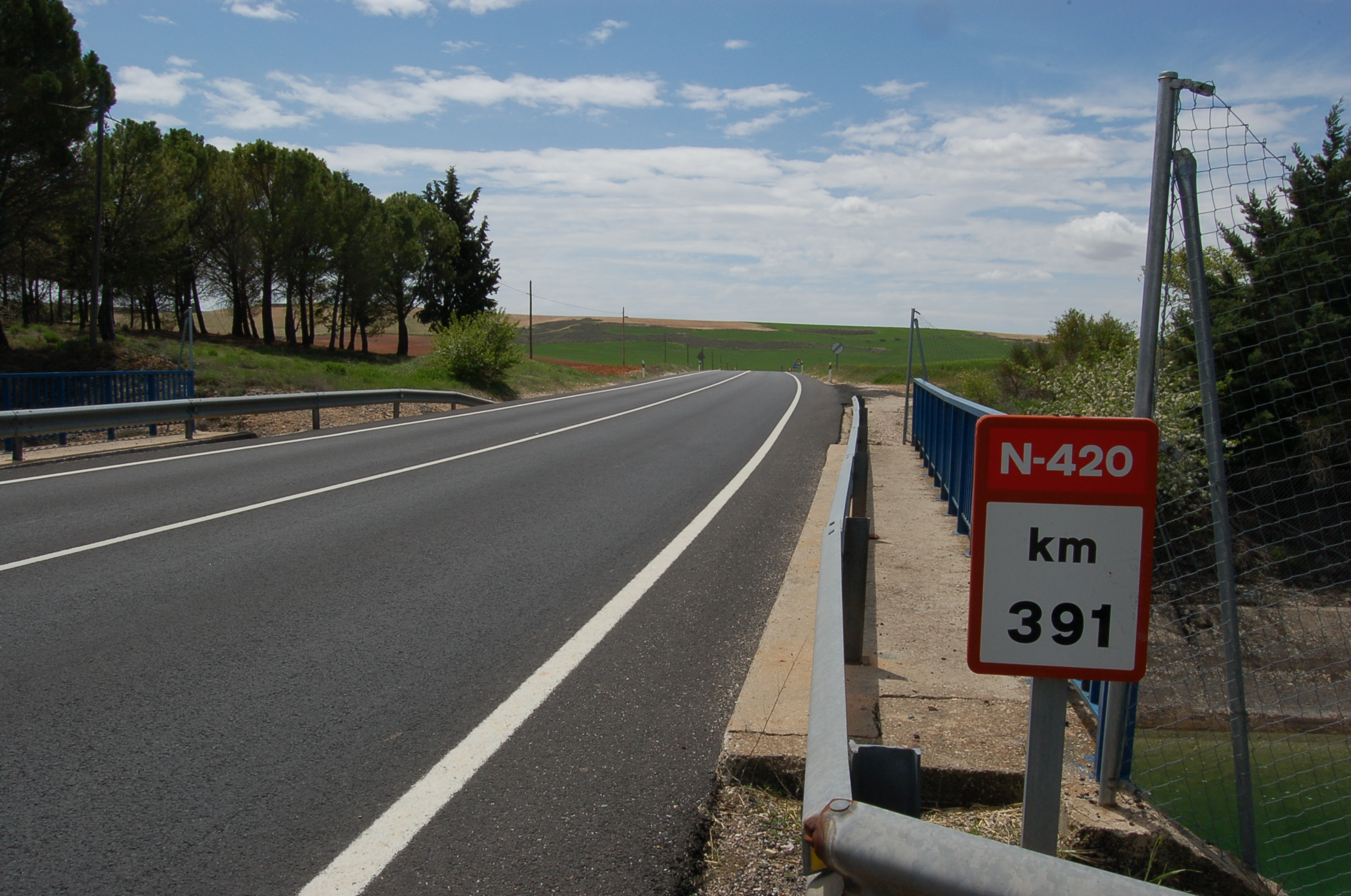
N-420 a su paso por Belmontejo, sobre el Trasvase Tajo-Júcar.

Tras su inicio en Montoro, la carretera se adentra en Sierra Morena alcanzando Fuencaliente, ya en la provincia de Ciudad Real, la cual atraviesa del sudoeste al noreste. Cruza Brazatortas, Almodóvar del Campo, Puertollano y Argamasilla de Calatrava, entre otros lugares, en el Campo de Calatrava. El tramo entre Puertollano y Ciudad Real se encuentra desdoblado en la A-41. En esta última ciudad se une a la N-430 hasta Daimiel, tramo también desdoblado como autovía A-43. Desde aquí, la carretera toma rumbo noreste que no abandonará en muchos kilómetros.
Ya en plena comarca manchega, a partir de la salida 33 de la autovía A-43 y hasta la intersección con la N-301 en la localidad conquense de Mota del Cuervo, la carretera ha sido transferida a la Junta de Comunidades de Castilla-La Mancha, siendo renombrada como CM-420, para un futuro desdoblamiento como la Autovía Transmanchega. Desde su cesión a la Junta de Comunidades, esta ha renovado el firme en el tramo Daimiel - A-4 / Puerto Lápice, donde un pequeño tramo de la variante de esta localidad se hace por esta autovía. Siguiendo hacia el este, se han construido dos semivariantes en las localidades de Herencia y Campo de Criptana, compartiendo la CM-420 trazado con la autovía CM-42 entre sus salidas 79 y 95. El tramo antiguo entre Herencia, Alcázar de San Juan y Campo de Criptana ha sido renombrado como CM-3165 y CM-3166, cruzándose con la autovía CM-42 en su salida 89.
Siguiendo hacia el este, atraviesa Pedro Muñoz y las vías N-301 y AP-36 en Mota del Cuervo. Inicia aquí su camino por diversas localidades de la provincia de Cuenca, enlazando con la autovía A-3 en La Almarcha, hasta llegar a la capital. Es aquí donde cambia su dirección hacia el sudeste, recuperando la anterior en Carboneras de Guadazaón debido a la complicada orografía de la Serranía de Cuenca.
Más adelante se adentra en el término de Castielfabib, en la comarca del Rincón, en la Comunidad Valenciana y aquí se une a la N-330, y entra en tierras aragonesas siguiendo la ribera del Turia, llegando a Teruel donde cruza la autovía Mudéjar. En esta ciudad toma camino propio hacia el norte hasta las cercanías de Montalbán, donde se vuelve a reunir con otras dos carreteras nacionales, la N-211 hasta Alcañiz y desde aquí a la N-232 hasta Valdealgorfa. Desde esta localidad toma camino de Cataluña, comunidad a la que llega en Caseras, provincia de Tarragona. Atraviesa esta provincia, por Gandesa y Corbera de Ebro, cruza el río Ebro en Mora de Ebro y concluye su largo viaje integrándose en la T-11 (desvío de la N-420 de Reus), donde termina en la confluencia con la N-340 en la Rambla Vella de Tarragona.

## Tramos de concentración de accidentes

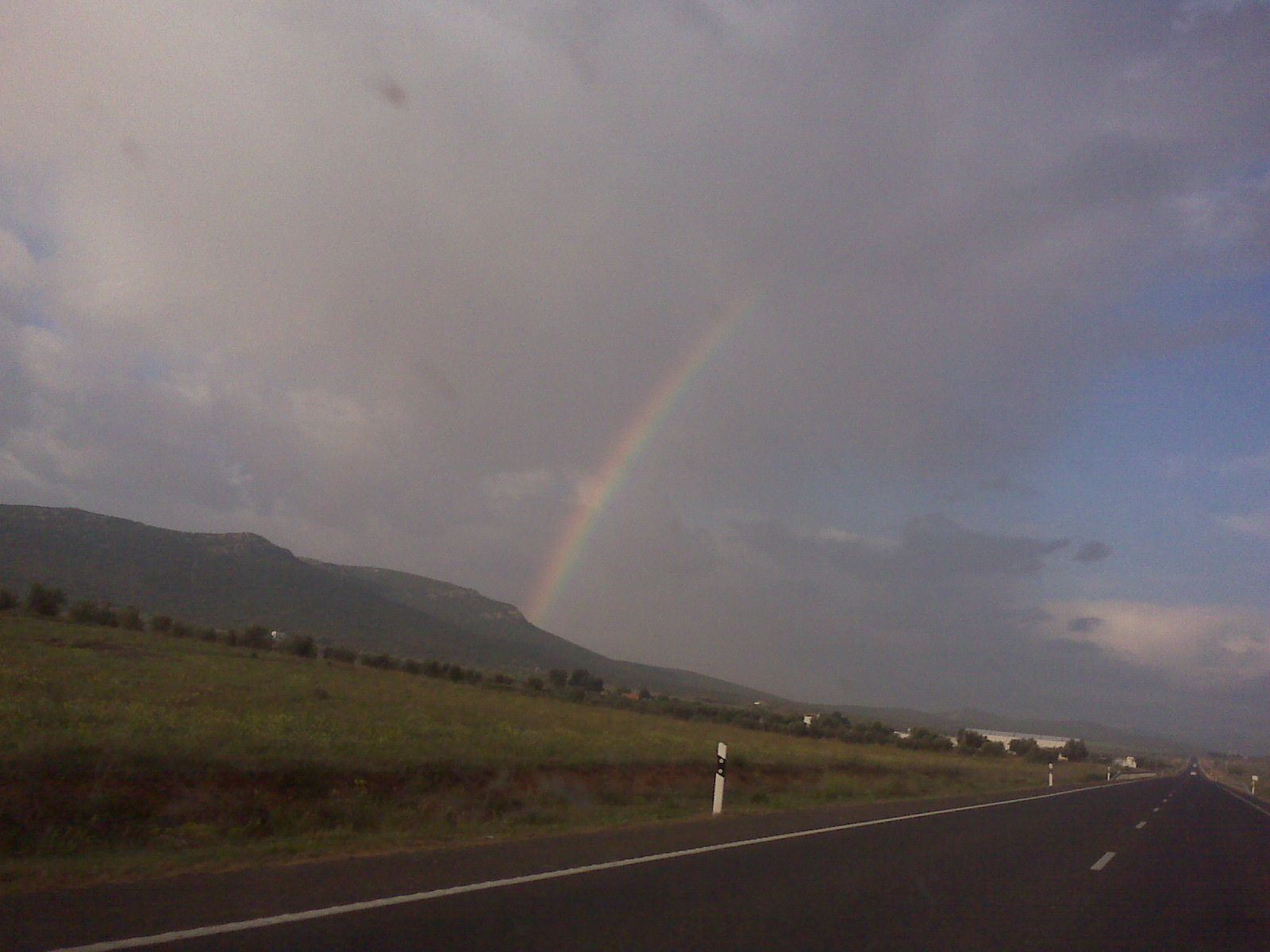
CM-420 entre Herencia (Ciudad Real) y Puerto Lápice

La carretera N-420 tiene señalizado un tramo de concentración de accidentes de 1 km de longitud entre los PPKK 801+600 y 802+600 en la entrada de la población de Gandesa.